# Colette Darfeuil

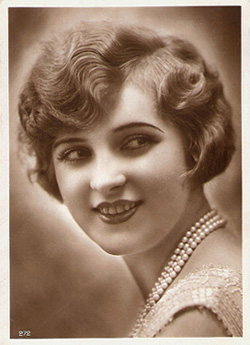
Colette Darfeuil (1930)

Colette Darfeuil (* 7. Februar 1906 in Paris; gebürtig Emma-Henriette Flacquet; † 15. Oktober 1998 in Montfort-l’Amaury) war eine französische Schauspielerin.

## Leben und Wirken
Sie wurde 1920 in den Gaumont-Studios entdeckt, als sie eine Freundin begleitete, die eine Statistenrolle übernehmen sollte. Sie erhielt bald Hauptrollen und wirkte auch in deutschen, spanischen (La bodega) und ägyptischen (Fils à papa) Filmen mit.
Darfeuil spielte meist die verführerische Femme fatale, so 1930 in Abel Gances Das Ende der Welt. 1933 war sie in Casanova die Partnerin von Iwan Mosjukin und 1935 in Michel Strogoff von Adolf Wohlbrück. Eher untypisch waren ihre Rollen in Der Tugendkönig mit Fernandel und in Le Roi des Champs-Elysées neben Buster Keaton.
Trotz ihrer über zwei Jahrzehnte währenden erfolgreichen Karriere gelang ihr nie der Durchbruch zum Star, und ab 1946, als ihre Mutter verstarb, stand sie nur noch selten vor der Kamera. 1953 zog sich Darfeuil endgültig von der Schauspielerei zurück, und alle Versuche, sie noch einmal zu einer Rückkehr zu bewegen, waren vergebens.

## Filmografie (Auswahl)
- 1925: Der Mann im Sattel
- 1929: Was eine Frau im Frühling träumt
- 1929: Der Mann, der nicht liebt
- 1931: Das Ende der Welt (La Fin du monde)
- 1932: Der Tugendkönig (Le Rosier de Madame Husson)
- 1933: Casanova (Les amours de Casanova)
- 1934: Le Roi des Champs-Elysées
- 1935: Die wunderbare Nacht (La Vierge du rocher)
- 1941: Der goldene Schmetterling (Le Club des soupirants)
- 1943: Familie Froment (Untel père et fils)
- 1952: Das Mädchen mit der Peitsche (La Fille au fouet)